# Traité de Moscou (1921)
Pour les articles homonymes, voir Traité de Moscou.
Le traité de Moscou (en turc : Moskova Antlaşması, en russe : Московский договор), aussi appelé traité de fraternité, est un traité de paix signé le 16 mars 1921 entre le Gouvernement de la Grande Assemblée nationale de Turquie, dirigé par Mustafa Kemal Atatürk, et la république socialiste fédérative soviétique de Russie de Lénine.
À cette époque, ni l'Union des républiques socialistes soviétiques (URSS), ni la république de Turquie n'étaient établies. Le gouvernement turc internationalement reconnu était alors celui du sultan Mehmed VI mais il n'a pas participé à la signature du traité de Moscou. Ce gouvernement avait signé le traité de Sèvres (1920), rejeté alors par le Mouvement national turc (tr).

## Contenu
En vertu du traité de Moscou, les deux gouvernements s'engagent à établir des relations amicales entre les deux pays. Le traité stipule que le terme « Turquie » désigne les territoires inclus dans le Serment national (en), adopté par le parlement ottoman le 28 janvier 1920.
L'article VI du traité déclare nuls et non avenus tous les traités conclus auparavant entre la Russie et la Turquie. De plus, en vertu de l'article II, la Turquie cède la ville de Batoumi et la zone adjacente au nord du village de Sarpi à la Géorgie. L'oblast de Kars est en retour donné à la Turquie. L'article III institue le district autonome du Nakhitchevan, placé sous l'autorité de l’Azerbaïdjan.
En vertu du l'article V, il est convenu de déléguer l'élaboration finale du statut de la mer Noire et des détroits à une future conférence, à condition que la « souveraineté » et la sécurité de la Turquie et de « sa capitale Constantinople » ne soient pas attaquées.

## Conséquences

### Pour l'Arménie
Lors d'une réunion de la commission des frontières le 25 juin 1921, le représentant de la république socialiste soviétique d'Arménie Alexandre Bekzadian  a déclaré: « Après la conclusion du traité de Moscou, la situation en Arménie doit être considérée comme très difficile du fait qu'elle a perdu la moitié de son territoire ainsi que toutes ses ressources économiques  (…) En outre le nombre de réfugiés du fait de la dernière guerre est passé à 410 000. Ceux-ci doivent être placés, dotés de terres, et retrouver un travail pacifique. Actuellement, en l'absence de territoire suffisant, l'Arménie ne peut exister comme entité politique indépendante. C'est pourquoi il est indispensable de procéder à des coupes de territoires dans les républiques voisines d'Azerbaïdjan et  de Géorgie  au profit de l'Arménie.».

### Pour l'Azerbaïdjan
Le traité de Moscou prévoit en son 
Article 3 — Les deux parties contractantes conviennent que l'oblast de Nakhitchevan, dans les limites définies à l'appendice I (С) du présent traité, constitue un territoire autonome sous protectorat de l'Azerbaïdjan, à condition que l'Azerbaïdjan ne cède pas ce protectorat à un État tiers.
.

### Autres conséquences
Les frontières de la Turquie, ainsi que celles de la Géorgie, de l'Arménie et de l'Azerbaïdjan, telles que définies par ce traité et ainsi que par le traité de Kars (1921), existent toujours dans l'état.
En novembre 2015, après l'écrasement d'un Soukhoï Su-24 russe, abattu par les forces armées turques, et la montée des tensions entre la Russie et la Turquie en conséquence, les membres du Parti communiste de la fédération de Russie demandent l'annulation du traité de Moscou,. Le ministère russe des Affaires étrangères a étudié cette demande, afin d'envoyer un message fort au gouvernement du président turc Recep Tayyip Erdoğan, mais a finalement décidé de ne pas aller au-delà afin de désamorcer les tensions avec la Turquie.